# Coffea andrambovatensis
Coffea andrambovatensis är en måreväxtart som beskrevs av J.-f.Leroy. Coffea andrambovatensis ingår i släktet Coffea och familjen måreväxter. Inga underarter finns listade i Catalogue of Life.